# Volkmar Böhm
Volkmar Böhm (* 24. Dezember 1938 in Seifhennersdorf; † 9. November 2007 in Zittau) war ein deutscher Schlagersänger und Veranstaltungsorganisator.

## Leben
Böhm nahm Klavier- und Gesangsunterricht, sang im selbst gegründeten Quartett „Piccolos“ und als Refrainsänger in verschiedenen Tanzorchestern. 1961 wurde er von AMIGA entdeckt, daraufhin erschienen zwischen 1962 und 1969 zwanzig Singles. In Funk und Fernsehen sind seine Titel, darunter erfolgreiche Duette mit Ruth Brandin und seine Version von Shake Hands, populär geworden.
In den letzten Jahren wurden einige davon auf verschiedenen CDs neu veröffentlicht.
Von 1991 bis 2003 war Volkmar Böhm im Kulturamt der Stadtverwaltung Zittau beschäftigt und organisierte öffentliche Veranstaltungen, darunter die Landesgartenschau in Zittau/Olbersdorf. 2003 ging er in den Ruhestand und übernahm ehrenamtlich oder auf Honorarbasis weitere Veranstaltungen und Stadtfeste in Zittau. So trat er 2006, neben Lys Assia und Sven Jenssen, in Köln in der öffentlichen Veranstaltung der WDR4-Hörfunksendung Schallplattenbar auf.

## Diskografie
- 1962 Es ist schon wieder gleich zehn  Amiga 450 292
- 1962 Ursula Amiga 450 292
- 1962 Fahr nicht weg ohne mich  Amiga 450 319
- 1962 Die blonde Gefahr Amiga 450 319
- 1962 Mein neustes Hobby  Amiga 450 389
- 1962 So kalt wie Eis Amiga 450 389
- 1963 Doch Betty kann so furchtbar lieb sein  Amiga 450 354
- 1963 Philippo Martini Amiga 450 354
- 1963 Nummer eins in meinem Herzen  Amiga 450 396
- 1963 Dalli, dalli Amiga 450 396
- 1963 I love you Amiga 450 407  (Ruth Brandin und Volkmar Böhm)
- 1964 Warum gehst du an mir vorbei Amiga 450 422
- 1964 Heut ist Budenzauber Amiga 450 422
- 1964 Nur im Traum Amiga 450 426 (Ruth Brandin und Volkmar Böhm)
- 1964 Shake Hands Amiga 450 440
- 1964 Heiße Noten nicht verboten Amiga 450 440
- 1964 Love, love, love Amiga 450 453 (Ruth Brandin und Volkmar Böhm)
- 1964 Twist-Ballerina Amiga 450 453
- 1965 La luna Amiga 450 477 (Ruth Brandin und Volkmar Böhm)
- 1965 Wenn das deine große Liebe ist Amiga 450 477
- 1966 Baby, du bist meine Braut Amiga 450 505
- 1966 Oh, Mona Lisa Amiga 450 556
- 1966 Was du heute kannst besorgen Amiga 450 556
- 1966 Für die Liebe gibt´s kein Parkverbot Amiga 450 587 (Ruth Brandin und Volkmar Böhm)
- 1966 Das Lexikon der Liebe Amiga 450 587 (Ruth Brandin und Volkmar Böhm)
- 1966 Rosi Twist Amiga 450 613
- 1966 Wo steht das nur im Wörterbuch Amiga 450 613
- 1967 Ich war ein Vagabund der Liebe Amiga 450 625
- 1967 Du hast 99 Fehler Amiga 450 641 (Ruth Brandin und Volkmar Böhm)
- 1967 Du hast den Schlüssel zum Glück Amiga 450 641
- 1967 Alles klar zur großen Reise Amiga 855 125 (Ruth Brandin und Volkmar Böhm)
- 1968 Das kann jedem mal passieren Amiga 450 670
- 1968 Und dann sahst du mich an Amiga 855 127 (Schlager 1968)
- 1968 In Mexiko City Amiga 855 146 (Schlager Treffer)
- 1968 Ein bunter Sombrero Amiga 855 152  (Schlager aktuell)
- 1969 PACHANGA Amiga 450 733
- 1970 Wenn ich mal 100 Jahr alt bin Amiga 855 221  (Schlager 1970)

## Weitere Rundfunkerfolge
- Schön ist der Sommer mit dir
- Aller guten Dinge sind Drei